# Psychomagie, un art pour guérir
Pour plus de détails, voir Fiche technique et Distribution.
Psychomagie, un art pour guérir est un documentaire d’Alejandro Jodorowsky sorti en 2019.
Il a été sélectionné au festival international du film de Moscou 2020,.

## Liste des épisodes
Le film est formé d'une succession de chapitres, représentant à chaque fois une personne en souffrance, que Jodorowsky tente d'apaiser à l'aide d'un rituel de psychomagie.
1. La rivalité entre deux frères pour l'amour de leur mère.
2. La peur des ténèbres.
3. Un homme abusé par son père au bord du suicide.
4. Massage de naissance.
5. Un couple en crise.
6. Un Australien à Paris en colère contre sa famille.
7. Les menstruations sont-elles un problème ?
8. Une femme mexicaine dont le fiancé s'est suicidé la veille de leur mariage.
9. Un homme de 47 ans qui ne veut plus bégayer.
10. Une femme de 88 ans en grave dépression
11. Arthur H, poète et chanteur, après la mort de son père Jacques Higelin, poète et chanteur.
12. Peut-on guérir du cancer ?
13. Sortir du placard.
14. La marche des morts à Mexico en 2011.

## Fiche technique
Sauf indication contraire, les informations mentionnées dans cette section peuvent être confirmées par la base de données cinématographiques Unifrance,  présente dans la section « Liens externes ».
- Titre original : Psychomagie, un art pour guérir[3]
- Réalisation : Alejandro Jodorowsky
- Scénario : Alejandro Jodorowsky
- Photographie : Pascale Montandon-Jodorowsky
- Montage : Giuseppe Lupoi, Maryline Monthieux, Amanda Holmes
- Musique : Adan Jodorowsky
- Effets spéciaux : Felipe Astorga
- Producteurs : Guy Avivi, Xavier Guerrero Yamamoto
- Société de production : Satori Films, Région Île-de-France[3]
- Société de distribution : Nour Films
- Pays de production : 100 %  France
- Langue de tournage : espagnol, français
- Format : Couleurs - 1,85:1 - Son DTS 5.1
- Genre : Documentaire
- Durée : 144 minutes (1h44)
- Dates de sortie : 
  - France : 2 octobre 2019
  - Italie : 8 octobre 2019
  - Japon : 12 juin 2020
  - Québec : 4 septembre 2020[4]
- Classification :
  - France : tous publics
  - Italie : tous publics
  - Royaume-Uni : interdit aux moins de 15 ans

## Distribution
- Alejandro Jodorowsky
- Arthur H

## Production
La sortie du film fait suite à la publication d'un ouvrage homonyme de Jodorowsky paru aux éditions Albin Michel en janvier 2019.
Le film a été tourné en 2018 entre autres à Paris en France, à Barcelone et à El Escorial en Espagne, à Mexico au Mexique ainsi qu'à Valparaiso, au Chili. Jodorowsky s'inspire de sa carrière théâtrale commencée au côté du mime Marcel Marceau et poursuivie ensuite avec le théâtre de l'absurde avec Fernando Arrabal, le théâtre éphémère et les happenings, pour élaborer une thérapie qui s'adresse directement à l'inconscient. Jodorowsky compare la psychanalyse, une thérapie par les mots, à sa psychomagie, une thérapie par les actes.
Des extraits des précédents films de Jodorowsky sont commentés par lui-même au fur et à mesure du film, de Fando et Lis, qu'il décrit comme « [composé uniquement] de purs actes de psychomagie, alors qu'elle n'existait pas encore », à Poesía sin fin.
Sorti en avant-première le 3 septembre 2019 au Comœdia à Lyon ou le 17 septembre 2019 au Méliès à Montreuil, il a également été programmé à la Cinémathèque française lors d'une rétrospective consacrée à Alejandro Jodorowsky le 30 septembre 2019. Le film est disponible sur les plate-formes de flux et de vidéo à la demande à partir du 1er août 2020.

## Accueil critique
Lors de la sortie du film en France, le site Allociné recense une moyenne des critiques presse de 2,9/5.
André Duchesne dans La Presse taxe le film d'infopub de thérapies nouvel âge : « La raison de notre réserve ne tient pas uniquement au rejet des approches thérapeutiques du cinéaste et des scènes, tantôt gratuites, tantôt grotesques, qui s’y rattachent. Notre réserve s’alimente aussi au fait que le propos nous est livré dans un emballage digne des publicités de bébelles inutiles qu’on voit à la télé et qu’on fait venir par la poste moyennant six versements de 29,99 $ ».
Louis-Paul Rioux dans Mediafilm n'est pas convaincu : « Sans doute que l'artiste-guérisseur parvient à faire du bien à ses "patients" à l'aide de ses mises en scène extravagantes, son assurance et son verbe s'avérant irrésistibles. Mais en affirmant que la psychomagie peut aider à guérir des cancers, Jodorowsky franchit un pas de trop, qui le met à risque d'être relégué au rang des charlatans. Enfin, de la part d'un réalisateur réputé pour ses audaces visuelles et son dynamitage de la narration, le présent documentaire apparaît bien sage formellement, et plutôt monotone dans son déroulement. »
Pour Jérémie Couston de Télérama: « On assiste bouche bée à cet édifiant florilège, avec la certitude que Jodorowsky est un artiste complet, guérisseur de l’âme et désormais des subconscients. »
Pour Clarisse Fabre du Monde: « C’est un Jodorowsky en plein travail, aux petits soins de ses « patients », entre gourou et chaman, que l’on découvre dans ce documentaire, dont il est le réalisateur. »
Le Parisien attribue au film une note de 3/5 tout en insistant sur « l'étrangeté, voire la folie » qui caractérise l'œuvre de Jodorowsky.

## Bande originale
La musique est composée par Adan Jodorowsky.
1. The Soul bornin the blood - Alejandro Jodorowsky
2. Sueño sin fin - John Handelsman
3. Aquilles - Adan Jodorowsky
4. The Holy beggars - Alejandro Jodorowsky
5. Gateau et violon - John Handelsman
6. Maricon - Adan Jodorowsky
7. Le destin du voyageur - Arthur H, Jacques Higelin
8. L'amoureux - Arthur H
9. La Llorona - Chavela Vargas
10. Requiem K626, Lacrimosa - Mozart